# Abigail Cruttenden
Abigail Lucy Cruttenden, född 23 mars 1968 i Richmond, London, är en brittisk skådespelare. Cruttenden har bland annat medverkat i serier som Sherlock Holmes, Kärlek på villospår och Karl för sin kilt, samt i filmer som Jane Eyre, Hideous Kinky och The Theory of Everything.

## Filmografi i urval
- 1988 – Sagor för stora barn (TV-serie)
- 1989 – Agatha Christie's Poirot (TV-serie)
- 1991 – Sherlock Holmes (TV-serie)
- 1994 – Kärlek på villospår (TV-serie)
- 1997 – Jane Eyre
- 1998 – Hideous Kinky
- 2000 – Anna Karenina (TV-serie)
- 2000 – Karl för sin kilt (TV-serie)
- 2001 – Charlotte Gray
- 2003 – Rosemary & Thyme (TV-serie)
- 2005 – The Robinsons (TV-serie)
- 2007 – Foyle's War (TV-serie)
- 2007–2009 – Benidorm (TV-serie)
- 2014 – The Theory of Everything